# Saint-Étienne-de-Fontbellon
Saint-Étienne-de-Fontbellon é uma comuna francesa na região administrativa de Auvérnia-Ródano-Alpes, no departamento de Ardèche. Estende-se por uma área de 9,51 km², com 2 297 habitantes, segundo os censos de 1999, com uma densidade de 241 hab/km².